# Ахирантес
Ахирантес, или Соломоцвет, или Ахирант, или Железник (лат. Achyranthes) — род цветковых растений семейства Амарантовые (Amaranthaceae).

## Распространение
Произрастают в Северной и Южной Америке, в тропических, субтропических и в тёплых умеренных зонах Евразии, на островах Тихого океана.

## Биологическое описание
Многолетние или однолетние травянистые растения, некоторые виды представляют собой небольшие деревья). Стебель восходящий или прямостоячий. Листорасположение перекрёстно-парное. Лист имеет черешок, по форме овальный или округлый (иногда ромбовидный), края цельные. Соцветия конечные и пазушные, снабжённые стебельком, вытянутые, многоцветковые, колосовидные.
Цветки обоеполые, снабжённые тремя прицветниками. Околоцветник 4-5-членный. Тычинок 4-5, у основания они слиты в колонку и чередуются с псевдостаминодиями. Плод — коробочка с одним вертикальным семенем.

## Виды
По информации базы данных The Plant List (2013), род включает 12 видов:
- Achyranthes arborescens R.Br. — Ахирантес древовидный[6]
- Achyranthes aspera L. typus[7] — Ахирантес шероховатый
- Achyranthes bidentata Blume — Ахирантес двузубчатый
- Achyranthes diandra Roxb.
- Achyranthes fasciculata (Suess.) C.C.Towns.
- Achyranthes mangarevica Suess. — Ахирантес мангаревика[6]
- Achyranthes marchionica F.Br. — Ахирантес маркизский[6]
- Achyranthes margaretarum de Lange
- Achyranthes mutica A.Gray ex H.Mann
- Achyranthes shahii M.R.Almeida & S.M.Almeida
- Achyranthes splendens Mart. ex Moq.
- Achyranthes talbotii Hutch. & Dalziel

Ещё достаточно большое число видовых названий этого рода имеют в The Plant List (2013) статус unresolved name, то есть относительно этих названий нельзя однозначно сказать, следует ли их свести в синонимику других видов — либо их следует использовать как названия самостоятельных видов.